# Yulenia corporaali
Yulenia corporaali là một loài bọ cánh cứng trong họ Chrysomelidae. Loài này được Joilvet miêu tả khoa học năm 1952.